# International Association of Plumbing and Mechanical Officials

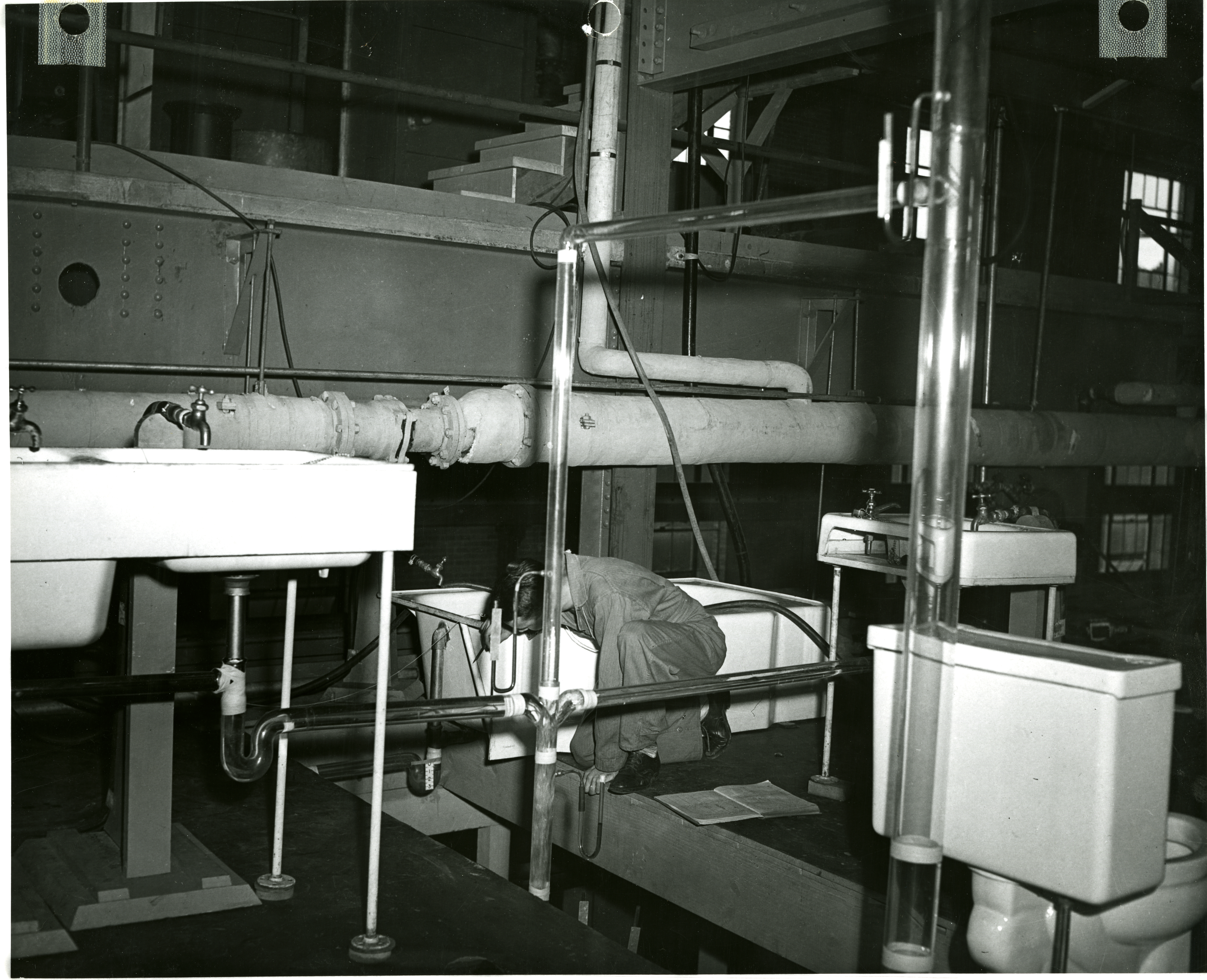
Ingenieur bei der Ausarbeitung des Uniform Plumbing Code

Die International Association of Plumbing and Mechanical Officials (IAPMO) ist ein Berufsverband der Klempner in den USA. Der Verband mit Sitz in Philadelphia wurde 1926 gegründet.
Das Hauptbüro ist heute in 4755 E. Philadelphia St., Ontario, Kalifornien gemeldet.
Heute hat er Bedeutung als Herausgeber der Normen Uniform Plumbing Code (UPC), Uniform Mechanical Code (UMC), Uniform Swimming Pool, Spa & Hot Tub Code (USPSHTC) und Uniform Solar Energy & Hydronics Code (USEHC), welche zusammen als Uniform Codes bekannt sind.